# Persone di nome Dmytro
| Questa pagina contiene informazioni ricavate automaticamente dalle voci biografiche con l'ausilio del template Bio e di un bot. L'aggiornamento è periodico e automatico e ricostruisce completamente la pagina. Se manca una persona in questa lista, sei pregato di non aggiungerla, ma accertati piuttosto che la sua voce biografica contenga il template Bio e che i dati anagrafici siano correttamente compilati. Se il template Bio manca, inseriscilo tu stesso o, in alternativa, metti l'avviso {{tmp\|Bio}} che ne segnala la mancanza. Se i dati riportati sono sbagliati, correggi direttamente la voce biografica; le modifiche saranno visibili in questa lista entro pochi giorni. Per chiarimenti vedi il progetto antroponimi. La lista contiene solo le 69 persone che sono citate nell'enciclopedia e per le quali è stato implementato correttamente il template Bio. Pagina aggiornata al 16 ott 2024. |

Questa è una lista di persone presenti nell'enciclopedia che hanno il prenome Dmytro, suddivise per attività principale.

## Allenatori di calcio(3)
- Dmytro Hryško, allenatore di calcio e ex calciatore ucraino (Horlivka, n. 1985)
- Dmytro Mychajlenko, allenatore di calcio e ex calciatore ucraino (Kropyvnyc'kyj, n. 1973)
- Dmytro Parf'onov, allenatore di calcio e ex calciatore ucraino (Odessa, n. 1974)

## Altisti(1)
- Dmytro Dem"janjuk, altista ucraino (Leopoli, n. 1983)

## Arcieri(1)
- Dmytro Hračov, arciere ucraino (Leopoli, n. 1983)

## Aviatori(1)
- Dmytro Kolomijec', aviatore e militare ucraino (Bila Cerkva, n. 1973 - Cielo di Kryntsiliv, † 2022)

## Biatleti(1)
- Dmytro Pidručnyj, biatleta ucraino (Ostriv, n. 1991)

## Calciatori(31)
- Dmytro Babenko, ex calciatore ucraino (Luhans'k, n. 1978)
- Dmytro Bezruk, ex calciatore ucraino (Odessa, n. 1996)
- Dmytro Bilonoh, calciatore ucraino (Čerkasy, n. 1995)
- Dmytro Chl'obas, calciatore ucraino (Lochvycja, n. 1994)
- Dmytro Chomčenovs'kyj, calciatore ucraino (Vuhledar, n. 1990)
- Dmytro Čyhryns'kyj, ex calciatore ucraino (Izjaslav, n. 1986)
- Dmytro Hrečyškin, calciatore ucraino (Sjevjerodonec'k, n. 1991)
- Dmytro Ivanisenja, calciatore ucraino (Kryvyj Rih, n. 1994)
- Dmytro Jeremenko, calciatore ucraino (Charkiv, n. 1990)
- Dmytro Jusov, calciatore ucraino (Melitopol', n. 1993)
- Dmytro Kl'oc, calciatore ucraino (Rivne, n. 1996)
- Dmytro Korkiško, calciatore ucraino (Čerkasy, n. 1990)
- Dema Kovalenko, ex calciatore ucraino (Kiev, n. 1977)
- Dmytro Kravčenko, calciatore ucraino (Poltava, n. 1995)
- Dmytro Kryskiv, calciatore ucraino (Charkiv, n. 2000)
- Dmytro Kulyk, calciatore ucraino (Černihiv, n. 2001)
- Dmytro L'opa, calciatore ucraino (Kremenčuk, n. 1988)
- Dmytro Macapura, calciatore ucraino (Charkiv, n. 2000)
- Dmytro Myšn'ov, calciatore ucraino (Lyman, n. 1994)
- Dmytro Nahijev, calciatore ucraino (Bila Cerkva, n. 1995)
- Dmytro Njemčaninov, calciatore ucraino (Kiev, n. 1990)
- Dmytro Riznyk, calciatore ucraino (Poltava, n. 1999)
- Dmytro Ryžuk, calciatore ucraino (Kiev, n. 1992)
- Dmytro Semeniv, calciatore ucraino (Novohrad-Volyns'kyj, n. 1998)
- Dmytro Semočko, ex calciatore ucraino (Leopoli, n. 1979)
- Dmytro Šutkov, ex calciatore ucraino (Donec'k, n. 1972)
- Dmytro Tereščenko, ex calciatore ucraino (Pavlohrad, n. 1987)
- Dmytro Topalov, calciatore ucraino (Blyžne, n. 1998)
- Dmytro Topčijev, ex calciatore sovietico (Nižnij Tagil, n. 1966)
- Dmytro Zaderec'kyj, ex calciatore ucraino (Černihiv, n. 1994)
- Dmytro Šastal, calciatore ucraino (n. 1995)

## Canoisti(1)
- Dmytro Jančuk, canoista ucraino (Chmel'nyc'kyj, n. 1992)

## Cantanti(2)
- Monatyk, cantante e personaggio televisivo ucraino (Luc'k, n. 1986)
- Dmytro Šurov, cantante, compositore e attivista ucraino (Vinnycja, n. 1981)

## Cestisti(3)
- Dmytro Hljebov, cestista ucraino (Charkiv, n. 1988)
- Dmytro Skapintsev, cestista ucraino (Čerkasy, n. 1998)
- Dmytro Zabirčenko, ex cestista e allenatore di pallacanestro ucraino (Družkivka, n. 1984)

## Ciclisti su strada(2)
- Dmytro Hrabovs'kyj, ciclista su strada e pistard ucraino (Sinferopoli, n. 1985 - Arad, † 2017)
- Dmytro Kryvcov, ex ciclista su strada ucraino (Pervomajs'k, n. 1985)

## Combinatisti nordici(1)
- Dmytro Mazurčuk, combinatista nordico e saltatore con gli sci ucraino (Kremenec', n. 1999)

## Diplomatici(1)
- Dmytro Kuleba, diplomatico e politico ucraino (Sumy, n. 1981)

## Entomologi(1)
- Dmytro Zajciw, entomologo ucraino (Velyka Mykhailivka, n. 1897 - Rio de Janeiro, † 1976)

## Giavellottisti(1)
- Dmytro Kosyns'kyj, giavellottista ucraino (n. 1989)

## Ginnasti(1)
- Dmytro Leonkin, ginnasta sovietico (Mys Dobroy Nadezhdy, n. 1928 - Leopoli, † 1980)

## Giocatori di calcio a 5(1)
- Dmytro Sorokin, giocatore di calcio a 5 ucraino (n. 1988)

## Imprenditori(1)
- Dmytro Firtaš, imprenditore ucraino (Bohdanivka, n. 1965)

## Lottatori(1)
- Dmytro Pyškov, lottatore ucraino (Luhans'k, n. 1986)

## Militari(1)
- Dmytro Vitovs'kyj, militare e politico ucraino (Meducha, n. 1887 - Racibórz, † 1919)

## Pattinatori artistici su ghiaccio(1)
- Dmytro Dmytrenko, ex pattinatore artistico su ghiaccio ucraino (Kiev, n. 1973)

## Pentatleti(1)
- Dmytro Kyrpuljans'kyj, pentatleta ucraino (Makiïvka, n. 1985)

## Pesisti(1)
- Dmytro Savyc'kyj, pesista ucraino (n. 1990)

## Politici(1)
- Dmytro Razumkov, politico ucraino (Berdyčiv, n. 1983)

## Scacchisti(1)
- Dmytro Komarov, scacchista ucraino (Kiev, n. 1968)

## Schermidori(4)
- Dmytro Bojko, schermidore ucraino (n. 1986)
- Dmytro Čumak, schermidore ucraino (Kiev, n. 1980)
- Dmytro Karjučenko, schermidore ucraino (Charkiv, n. 1980)
- Dmytro Pundyk, schermidore ucraino (Tashkent, n. 1989)

## Sciatori freestyle(1)
- Dmytro Kotovskyi, sciatore freestyle ucraino (Rivne, n. 2001)

## Sollevatori(1)
- Dmytro Čumak, sollevatore ucraino (Skadovs'k, n. 1990)

## Storici(1)
- Dmytro Ivanovyč Javornyc'kyj, storico, archeologo e etnografo ucraino (Charkiv, n. 1855 - Dnipro, † 1940)

## Tuffatori(1)
- Dmytro Lysenko, tuffatore ucraino (n. 1981)

## Vescovi cattolici(1)
- Dmytro Hryhorak, vescovo cattolico ucraino (Ivano-Frankivs'k, n. 1956)